# Venédiktos Príntezis
Venédiktos Príntezis (en grec moderne : Βενέδικτος Πρίντεζης) est né le 10 février 1917 à Ermoúpoli, sur Syros, et mort le 21 octobre 2008 en Grèce. Ordonné prêtre catholique en 1940, il est archevêque d'Athènes entre 1959 et 1972.
En 1962, il célèbre le mariage de Juan Carlos d'Espagne et de Sophie de Grèce et procède ensuite à la conversion de la princesse au catholicisme.